# Francisco Javier García Guerrero

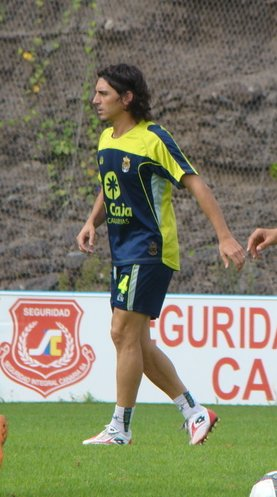
Francisco Javier García Guerrero

Francisco Javier García Guerrero (Madrid, 22 oktober 1976), voetbalnaam Javi Guerrero, is een Spaans profvoetballer. Hij speelt sinds 2009 als aanvaller bij UD Las Palmas.

## Clubvoetbal
Javi Guerrero speelde jarenlang in de jeugd van Real Madrid, maar de aanvaller kwam uiteindelijk niet verder dan het tweede elftal RM Castilla. Javi Guerrero speelde daarna voor Real Jaén (1997-1998) en Albacete Balompié (1999-2001), voordat hij in 2001 bij Racing de Santander kwam. In het seizoen 2001/2002 leverde hij met tien doelpunten een belangrijke bijdrage aan de terugkeer van de club in de Primera División. Een jaar later volgde zijn nationale doorbraak toen Javi Guerrero vijftien keer scoorde. In 2005 vertrok Javi Guerrero naar Celta de Vigo. Daar bleef de aanvaller slechts één seizoen en in 2006-07 werd hij verhuurd aan Recreativo Huelva. Het seizoen daarop werd hij definitief overgenomen. In 2009 tekende hij bij tweedeklasser UD Las Palmas.

### Statistieken
| seizoen    | club                 | land   | competitie         | wed. | goals |
| ---------- | -------------------- | ------ | ------------------ | ---- | ----- |
| 1996/97    | Real Madrid Castilla | Spanje | Segunda División B | 24   | 6     |
| 1997/98    | Real Jaén            | Spanje | Segunda División A | 6    | 0     |
| 1998/99    | Real Madrid Castilla | Spanje | Segunda División B | 22   | 0     |
| 1999/00    | Albacete Balompié    | Spanje | Segunda División A | 26   | 6     |
| 2000/01    | Albacete Balompié    | Spanje | Segunda División A | 40   | 14    |
| 2001/02    | Racing de Santander  | Spanje | Segunda División A | 28   | 10    |
| 2002/03    | Racing de Santander  | Spanje | Primera División   | 35   | 15    |
| 2003/04    | Racing de Santander  | Spanje | Primera División   | 35   | 10    |
| 2004/05    | Racing de Santander  | Spanje | Primera División   | 33   | 8     |
| 2005/06    | Celta de Vigo        | Spanje | Primera División   | 19   | 0     |
| 2006/07    | Recreativo Huelva    | Spanje | Primera División   | 23   | 7     |
| 2007/08    | Celta de Vigo        | Spanje | Segunda División A | 1    | 0     |
| 2007/08    | Recreativo Huelva    | Spanje | Primera División   | 26   | 5     |
| 2008/09    | Recreativo Huelva    | Spanje | Primera División   | 23   | 2     |
| 2009/10    | UD Las Palmas        | Spanje | Segunda División A | 30   | 11    |
| 2010/11    | UD Las Palmas        | Spanje | Segunda División A | 33   | 12    |
| Bijgewerkt | 26-05-2011           |        |                    |      |       |